# Трети кръстоносен поход
Третият кръстоносен поход (1189 – 1192) е военна експедиция от края на XII век, в която вземат участие владетелите на трите най-могъщи държави на западното християнство (Англия, Франция и Свещената Римска империя). Целта им е да завладеят Светите земи след като Йерусалим е превзет от аюбидския султан Саладин през 1187 г. Походът постига частичен успех, като са завзети важните градове Акра и Яфа и са отнети по-голямата част от завоеванията на Саладин, но Йерусалим, основната му цел, остава в мюсюлмански ръце.
След провала на Втория кръстоносен поход от 1147 – 1149 г. селджукската династия Зенгиди контролира обединена Сирия. Нейният конфликт с фатимидските владетели в Египет води в крайна сметка до това, че Саладин слага край на Фатимидското управление, обединява египетските и сирийските и започва голяма офанзива срещу кръстоносните държави през 1187 г. В резултат на това са покорени много кръстоносни територии, включително Йерусалим. Подтикнат от религиозно усърдие, английският крал Хенри II и кралят на Франция Филип II прекратяват конфликта помежду си, за да застанат начело на нов кръстоносен поход. Смъртта на Хенри обаче води до това, че английският контингент се командва от неговия наследник Ричард I. Възрастният германски император Фридрих I Барбароса също се отзовава на призива и повежда голяма армия през Балканите и Мала Азия. Той постига някои победи срещу Иконийския селджукски султанат, но загива при нещастен случай на 10 юни 1190 г., преди да стигне до Светите земи. Смъртта му причинява огромна мъка сред германските кръстоносци и повечето от войските му се връщат у дома. Начело на тези, които остават, застава синът му Фридрих VI (заместен след смъртта му от Леополд V Бабенберг).
След като кръстоносците прогонват мюсюлманите от Акра, Филип и Леополд напускат Светите земи през август 1191 г. На 2 септември 1192 г. Ричард и Саладин сключват Договора от Яфа, който предоставя на мюсюлманите контрола над Йерусалим, но позволява на невъоръжени християнски поклонници и търговци да посещават града. Ричард напуска Светите земи на 9 октомври 1192 г. Успехите на Третия кръстоносен поход позволяват на кръстоносците да укрепят своите държави в Кипър и по сирийското крайбрежие.
Неуспехът да се завземе Йерусалим вдъхновява последвалия Четвърти кръстоносен поход от 1202 – 1204 г., като европейците успяват да си възвърнат града – и то само за кратко – едва в Шестия кръстоносен поход през 1229 година.

## Предистория
В периода XI-XII век мюсюлманските емирства в Близкия изток страдат от недостатъчна консолидация и след завладяването на Йерусалим през 1099 г. неведнъж се противопоставят помежду си, като нерядко са в съюз с кръстоносните държави. Възходът на селджукския атабег Имад ад-Дин Зенги и неговите синове създава предпоставка сунитските емирства в Сирия да бъдат обединени около сирийския владетел Нур ад-Дин Зенги. В същото време Фатимидите от Египет преживяват залез, като цялата реална изпълнителна власт е поставена в ръцете на везир. Нур ад-Дин Зенги изтъква това като слабост и изпраща военна сила в Египет. Начело на отряда е кюрдът Ширкух, който повежда със себе си и своя 26-годишен племенник Салах ад-дин ибн Аюб, по-късно станал известен като Саладин. Ширкух успява да подчини Египет и става везир. След смъртта му Саладин става негов приемник и скоро след това – султан на Египет. В периода 1150 – 1187 той успява да консолидира под свое ръководство египетските и сирийските сили и разбива европейските сили в много райони на Светите земи. След едномесечна обсада през септември 1187 г. и Йерусалим пада в ръцете на мюсюлманите. В християнски ръце остават само Антиохия, Триполи и Тир, където се премества столицата на Йерусалимското кралство.
Крал Балдуин IV от Йерусалим умира през 1185 г., а кралство то преминава към невръстния му племенник Балдуин V, когото вуйчото е коронясал за съ-крал през 1183 г. Раймонд III от Триполи отново служи като регент. На следващата година Балдуин V умира, ненавършил девет години, а майка му принцеса Сибила, сестра на Балдуин IV, става кралица, а съпругът ѝ Ги дьо Лузинян – крал. Рено дьо Шатийон, владетел на сеньория Трансйордания, подкрепя претенцията на Сибила към престола, но нарушава примирието между Йерусалимското кралство и Саладин, като напада богат керван, пътуващ от Египет към Сирия, и хвърля пътниците в затвора . Саладин отправя искане затворниците и техният товар да бъдат освободени. Новокоронованият крал Ги апелира към Рено да изпълни исканията на Саладин, но Рено отказва.
Това дава на Саладин повода, който му е необходим, за да предприеме настъпление срещу кралството и през 1187 г. той обсажда град Тиберия. Раймонд Триполитански съветва краля да изчака, но крал Ги, действайки по съвет на Рено, изпраща армията си към Тиберия. Франкската армия, страдаща от жажда и деморализирана, бива унищожена в последвалата битка в местността Хатински рогове и градът остава в мюсюлмански ръце до 1229 г. 
Пленените крал Ги и Рено са докарани в палатката на Саладин, където на краля е предложена чаша вода да утоли жаждата си. Ги отпива и подава чашата на Рено. Според традициите на гостоприемството това означава, че Саладин няма да бъде принуден да предлага защита на коварния Рено (обичайно е, ако домакинът лично ви предложи напитка, животът ви да е гарантиран). Когато Рено приема питието от ръцете на крал Ги, Саладин казва на своя преводач: „кажи на краля: ти му даде да пие“.  След това Саладин обезглавява Рено за извършените разбойничества. Саладин спазва традицията с крал Ги, който е изпратен в Дамаск и в крайна сметка е откупен, един от малкото пленени кръстоносци, избегнал екзекуцията.
Към края на 1187 г. Саладин вече е превзел и Акра. Все пак християните получават помощ: Конрад Монфератски, вуйчо на Балдуин V, пристига в Тир с малка италианска флота две седмици след битката при Хатин с подкрепления, което спомага да бъде отблъсната атаката на Саладин. Конрад отказва да признае властта на освободения крал Ги, когато той се завръща от плен в края на 1188 г.
За да утвърди властта си, Ги спешно събира привържениците си и обсажда Акра, което изненадва Саладин. Когато мюсюлманите се придвижват към града, християните получават още подкрепления от Европа под командването на Анри, граф на Шампан. Към зимата на 1190 – 91 настъпва патова ситуация – Саладин не може да помогне на обсадения град, а кръстоносците не могат да го превземат, но страдат от глад и болести. Сред починалите е и Сибила, на която Ги дължи трона. Макар че Ги не се отказва от претенциите си, повечето барони обръщат предпочитанията си към Конрад, който планира да се ожени за Изабел, сестра на Сибила.
Твърди се, че като чул новината за битката при Хатин, папа Урбан III припаднал и умрял. 
Новият папа Григорий VIII в булата Audita tremendi обявява, че превземането на Йерусалим е наказание за греховете на християните в цяла Европа и призовава за нов кръстоносен поход към Светата земя. Той набляга на отнемането на Животворния кръст от неверниците и нетърпимото им поругателство. Рицарите са облекчени чрез разрешение да продават владенията си, отсрочва се изплащането на дългове. Обявено е, че всяко съдействие за освобождаването на християнските Свети земи ще се съпровожда с опрощаване на греховете.

## Подготовка
Призивът, подновен и от новия папа Целестин се разпространява чрез проповеди на именити проповедници. Папата препоръчва на пратениците си да възстановят и разбирателството сред принцовете, кралете и градовете. Той успява да сдобри генуезците и пизанците, венецианците и краля на Унгария и да спре ожесточената война между Вилхелм II Сицилиански и византийския император Исак Ангел. През януари 1188 г. враждуващите крале на Англия и Франция се срещат с графа на Фландрия и вземат решение да участват в кръстоносния поход, като отличителният знак за техните войски е съответно червен кръст за французите, бял за англичаните и зелен за фламандците. Във Франция и Англия е наложен специален данък „Саладинов десятък“ за набиране на средства за кампанията. През юли Хенри II умира и английският контингент се оглавява от неговия наследник Ричард I.

## Кампания
Първият владетел, откликнал на призива, е Вилхелм II Сицилиански, който изпраща към Ориента флота и малък експедиционен корпус и това значително забавя кампанията на Саладин през 1188 г. Вилхелм предоставя помощ и на Хенри II, като предлага да екипира флота за превоз на войските му, както и снабдяване с припаси за две години.
Поради участието на коронованите особи походът не е ръководен единно и кръстоносците се отправят по различни пътища към Светите земи. Основният проблем за решаване е изборът на маршрут. Така събитията в кампанията се разпадат на отделни епизоди – германско придвижване, англо-френско придвижване и обсада на Акра.

### Германско придвижване
Император Фридрих Барбароса е участник във Втория кръстоносен поход и сега вече наближава 70-годишна възраст. Макар да е отлъчен от църквата от папа Александър III и да е поддържал антипапите в периода 1160 – 70 година, Фридрих се помирява с църквата през 1177 г. и искрено желае да се присъедини отново към кръстоносците. Той потегля през май 1189 г. по суша през Унгария начело на най-голямата армия, като предварително си е осигурил съгласието на византийския император Исак Ангел за преминаване на армията през неговите земи. Но Исак Ангел от друга страна тайно се е споразумял със Саладин да препятства, доколкото е възможно, напредването на кръстоносците, което и прави на практика. Отговорът на Фридрих е да превземе Адрианопол и да го освободи едва когато Исак Ангел се съгласява да транспортира армията му към Мала Азия. След като преодолява съпротивата на селджуците, през май 1990 г. Фридрих достига Икониум и след това навлиза в територията на Арменско кралство Киликия. Тук на 10 юни той среща смъртта си при опита да пресече река с коня си. Смъртта му нанася удар по мотивацията на неговите войски и голяма част от тях се отказват да продължат. Останалите достигат Тир под ръководството на сина му Фридрих Швабски (заместен след смъртта му от Леополд V Бабенберг).

### Англо-френско придвижване
По времето на Третия поход английски крал е Хенри II от династията Плантагенет, а същевременно притежава големи владения във Франция и е задължен да положи васална клетва пред френския крал Филип II Огюст. Между двамата крале има сериозни различия и едва след смъртта на Хенри през юли 1189 г., когато подготовката се поема от неговия наследник Ричард I, нещата потръгват. Затова едва три години след битката при Хатин, на 4 юли 1190 г. двамата владетели се срещат, готови за поход. Двамата са твърде различни: Ричард е крал от съвсем скоро, бил е във вражда с баща си и не вярва на братята си. Той може да е много щедър дори към враговете си и едновременно е безпощаден към всеки, който му се изпречи на пътя. Не е добър администратор, но е военен гений. Любимо дете на майка си Елеонор Аквитанска, Ричард е еталон за рицарство и олицетворява героя на трубадурите, възпяващи военни подвизи и аристократична куртоазия. Той уважава равните му по ранг мюсюлмани, но може да бъде много жесток с по-низшите друговерци. За разлика от Ричард, Филип II е на трона вече 10 години и е умел и безскрупулен политик. Макар и не воин по природа, той е привърженик на планирането на обсади и построяването на обсадни машини. Всъщност основният му интерес към кръстоносния поход е свързан с разширение на собствените му владения.
Придвижването започва през лятото на 1190 г. Част от английската армия тръгва с кораби от Англия, а самият Ричард се присъединява към френския крал и пътуват през Италия. Двамата крале се движат заедно, но многочислената войска и трудностите при снабдяване с продоволствие и фураж ги разделят. Събират се отново през есента в Месина според поканата на Вилхелм и двете войски изчакват пролетта на 1191 г., за да продължат към Светите земи. Зимуването в Сицилия обаче е съпътствано с редица проблеми и между двамата крале започва разрив. Поради това е изготвено споразумение между двамата крале за правата и задълженията им по време на кръстоносния поход.
На 20 април 1191 г. Филип пристига начело на генуезка флота в Акра и подсилва обсаждащите града кръстоносни войски, които почти са завзели града, но сами са обкръжени от войските на Саладин. От друга страна, Ричард също тръгва през април, но корабите му са застигнати от буря и през май спират на остров Кипър, където след корабокрушение сестра му Джоан и годеницата му Беренгария от Навара са пленени от византийския деспот Исак Комнин Кипърски, не признаващ централната власт в Константинопол. Ричард го побеждава и превзема острова, използвайки го като междинна база за своите кръстоносци. Завоюването на Кипър е важно събитие в историята на кръстоносните походи. Островът остава под директно латинско управление през следващите четири века и е важна продоволствена база за всички следващи походи. През юни 1191 г. Ричард най-накрая пристига със своята армия в Палестина.

### Обсада на Акра
Самата идея за обсада на Акра според Успенски е непрактична и безполезна. В християнски ръце са Антиохия, Триполи и Тир, които осигуряват връзките им с Европа по море. Идеята за обсадата вероятно е на Ги дьо Лузинян, който се е присъединил към обсадата на Кипър и става любимец на Ричард. Възнаграден е с титлата крал на Кипър:с. 93.
Появата на европейските монарси по море и суша при Акра успява да даде победата на кръстоносното оръжие. Месец след пристигането на Ричард и след постоянно щурмуване на стените с обсадни оръдия мюсюлманският гарнизон се предава на 12 юли 1991 г. Саладин е шокиран, но все пак ратифицира споразумението, с което в замяна на запазването на живота на мюсюлманските войници той трябва да изплати откуп от 200 000 динара, да върне Животворния кръст и да освободи всички християнски пленници – над 1000 души.
С навлизането на кръстоносците в града започват спорове и раздори сред коалицията за разпределението на властта. След смъртта на Фридрих остатъците от германската армия се водят от австрийския херцог Леополд, когото Ричард обижда, като отменя правата му като победител, с което си печели непримирим враг. Филип Огюст е недоволен от развитието на събитията, не се чувства добре и през август си заминава обратно към Франция. Това оставя контрола в ръцете на Ричард, наричан вече Лъвското сърце, който смята, че е изнесъл тежестта на похода. Когато Саладин не изплаща в срок договорената част от откупа на 20 август, Ричард заповядва да бъдат изведени извън крепостните стени и обезглавени 2 700 мюсюлмански войници пред очите на Саладин и армията му. Отговорът е избиване на повечето от християнските заложници.

### Битка при Арсуф
Първата и единствена открита битка между християнските и мюсюлманските сили по време на този поход е при Арсуф на 7 септември 1191 г.
Военните способности на Ричард намират своята изява и Саладин е принуден да се оттегли с тежки загуби, докато англичаните дават немного жертви. След тази битка Саладин не поема отново риска да встъпи в открит бой, а Ричард превзема Яфа и установява там своята база. Той възстановява християнския контрол по крайморската ивица и подсилва укрепленията в Аскалон. На два пъти Ричард тръгва към Йерусалим, но се отказва, било заради лошото време, било защото му липсва контрол над околностите. Макар и тактически оправдан, този ход е много непопулярен сред редовите кръстоносци и в резултат на това неговата идея да се атакува Саладин в самия Египет не получава подкрепа.

## Примирие
Междувременно от Франция пристигат известия, които оказват силно въздействие върху Ричард – френските му владения са в опасност поради сговор между брат му Джон и френския крал Филип. Той използва всички средства, за да влезе в преговори със Саладин, като дори предлага да влезе в кръвно родство с него, като предлага сестра си за жена на Малик ал-Адил, брат на Саладин.
На 2 септември 1192 г. Ричард I и Саладин подписват примирие. Това става с договор, според който християните запазват властта си над крайбрежната ивица от Яфа до Тир. Аскалон е върнат на Саладин, след като християните са принудени да разрушат укрепленията, построени малко преди това. Животворният кръст не е върнат. Саладин се съгласява на тригодишно примирие, като Йерусалим остава под мюсюлмански контрол. Същевременно на християнските поклонници се позволява да посещават града. След изтичането на този период трябва да се подпише ново споразумение.
Английският крал напуска Светите земи на 9 октомври 1192 г. Завръщането му е трудно, тъй като претърпява корабокрушение, навсякъде има врагове и дори е хвърлен за две години в затвора от Леополд.

## Последици
Третият кръстоносен поход не постига основната си цел – възвръщането на Йерусалим, но е успешен в останалите аспекти, защото християните в Леванта отново си стъпват на краката. Повечето от завоюваното от Саладин след битката при Хатин е върнато. Преди да замине, Ричард се съгласява да подкрепи Конрад Монфератски като крал на Йерусалим вместо Ги дьо Лузинян, който е изгубил доверието на бароните. Почти веднага обаче Конрад е убит от асасини и тази скоропостижна смърт създава скандален слух, че именно Ричард е поръчал кървавата разплата. Изабел се жени за Анри, граф на Шампан и става кралица на Йерусалим, а Ги дьо Лузинян получава Кипър. Може да се смята, че мюсюлманите получават дипломатическа победа с приемането на един договор, според който кръстоносците приемат да са само мирни посетители на Йерусалим. Много от рицарите действително се покланят на Божи гроб, получили гарантиран достъп от Саладин, но самият Ричард отказва, след като не е успял да изпълни клетвата си. Походът увеличава кръстоносната страст в Европа, но и стимулира реакцията на мюсюлманските княжества, като поляризирането между двете религиозни доминации расте още повече. Неуспехът на похода довежда до скорошни планове за провеждането на следващ кръстоносен поход.